# Беленовский проезд
Белено́вский прое́зд — небольшой проезд в центре Москвы в Таганском районе, проходящий параллельно Сосинской улице.

## Происхождение названия
Назван в начале XX века по фамилии домовладельца.

## Описание
Беленовский проезд начинается в городской застройке у площади Крестьянская Застава рядом со 2-й Дубровской улицей и проходит на юго-восток параллельно Сосинской улице, заканчивается примыканием к Большому Симоновскому переулку.

## Здания и сооружения
По проезду числится только 1 дом — № 11 — пятиэтажный дом под снос.
Остальные дома, выходящие на проезд, относятся к Сосинской улице, 2-й Дубровской улице и Большому Симоновскому переулку.